# Tjulgan
Tjulgan (russisch Тюльга́н) ist eine Siedlung (possjolok) in der Oblast Orenburg in Russland mit 8959 Einwohnern (Stand 14. Oktober 2010).

## Geographie
Der Ort liegt knapp 100 km Luftlinie nordöstlich des Oblastverwaltungszentrums Orenburg am südlichen Ende des Kleinen Nakas-Kammes (chrebet Maly Nakas), eines der dem Südlichen Ural beziehungsweise dem Silairplateau westlich vorgelagerten niedrigen Bergzüge. Beim Ort entspringt ein gleichnamiges Flüsschen, das über Salmysch und Sakmara zum Ural abfließt.
Die Siedlung ist Verwaltungszentrum des Rajons Tjulganski sowie Sitz der Landgemeinde (selskoje posselenije) Tjulganski possowet, zu der außerdem die zwei Dörfer Nowonikolajewka (4 km westlich) und Nowowassiljewka (4 km westnordwestlich) gehören.

## Geschichte
Der Ort wurde 1953 im Zusammenhang mit der beginnenden Erschließung eines unmittelbar nördlich gelegenen, in den 1940er-Jahren entdeckten Braunkohlevorkommens gegründet. 1957 erhielt Tjulgan den Status einer Siedlung städtischen Typs. Der Ortsname ist von baschkirisch төйлөгән (töjlögən) für ‚Schwarzmilan‘ abgeleitet; dies spiegelt sich auch in der Gemeindeflagge wider.
Zunächst gehörte die Siedlung zum Troizki rajon mit Sitz im 15 Kilometer östlich gelegenen Dorf Troizkoje. Am 10. August 1960 wurde der Verwaltungssitz in das mittlerweile bedeutendere Tjulgan verlegt, die Rajonbezeichnung jedoch beibehalten. Am 1. Februar 1963 wurde der Rajon vorübergehend aufgelöst und sein Territorium dem westlich benachbarten Oktjabrski rajon mit Sitz in Oktjabrskoje zugeordnet. Seit der Wiederherstellung des Rajon in faktisch den alten Grenzen am 12. Januar 1965 trägt der Rajon seine heutige Bezeichnung nach dem Verwaltungssitz.
Seit 1999 ist der Ort ländliche Siedlung.

### Bevölkerungsentwicklung
| Jahr | Einwohner |
| ---- | --------- |
| 1959 | 2.637     |
| 1970 | 3.128     |
| 1979 | 5.103     |
| 1989 | 10.681    |
| 2002 | 10.161    |
| 2010 | 8.959     |

Anmerkung: Volkszählungsdaten

## Verkehr
Durch Tjulgan verläuft die Regionalstraße 53K-3312000, die knapp 30 km westlich in Nowomuraptalowo von der föderalen Fernstraße R240 Ufa – Orenburg abzweigt und in östlicher Richtung weiter über Troizkoje zur Regionalstraße 80K-12 (R240 – Silair – Sibai) in der Republik Baschkortostan führt.
Tjulgan ist Endpunkt einer in den 1950er-Jahren erbauten 326 Kilometer langen Eisenbahnstrecke von der Station Djoma in Ufa über Sterlitamak, Salawat und Meleus. Deren letzter Abschnitt bis Tjulgan dient hauptsächlich der in den 1990er-Jahren stark zurückgegangenen Abfuhr von Kohle; der Personenverkehr ist dort eingestellt.